# Летино
Летѝно (на италиански: Letino; на неаполитански: Letin', Летинъ) е село и община в Южна Италия, провинция Казерта, регион Кампания. Разположено е на 1050 m надморска височина. Населението на общината е 780 души (към 2010 г.).